# Sapporo snöfestival
Sapporo snöfestival (japanska: さっぽろ雪まつり) är ett årligt återkommande evenemang i staden Sapporo i Hokkaido prefektur i norra Japan. 
Festivalen arrangeras varje år i början av februari och pågår en vecka. 
Traditionen började 1950 då ett antal gymnasieelever byggde några snöskulpturer i Odoriparken i centrum av Sapporo. Den har successivt utvecklats till ett kommersiellt arrangemang med hundratals snöskulpturer, konserter och olika aktiviteter som besöks av två miljoner människor från Japan och andra länder, främst Kina.
Konstnärer från mer än 30 länder deltar och de största skulpturerna kan vara mer än 25 meter breda och 15 meter höga. Belysningen är tänd till klockan 22 varje kväll.
2021 års festival inställdes på grund av coronaviruspandemin.
Den största snöskulpturen på festivalen föreställer normalt en internationellt känd byggnad, 2018 var det Storkyrkan i Stockholm, 2019 var det Helsingfors domkyrka.

## Bilder

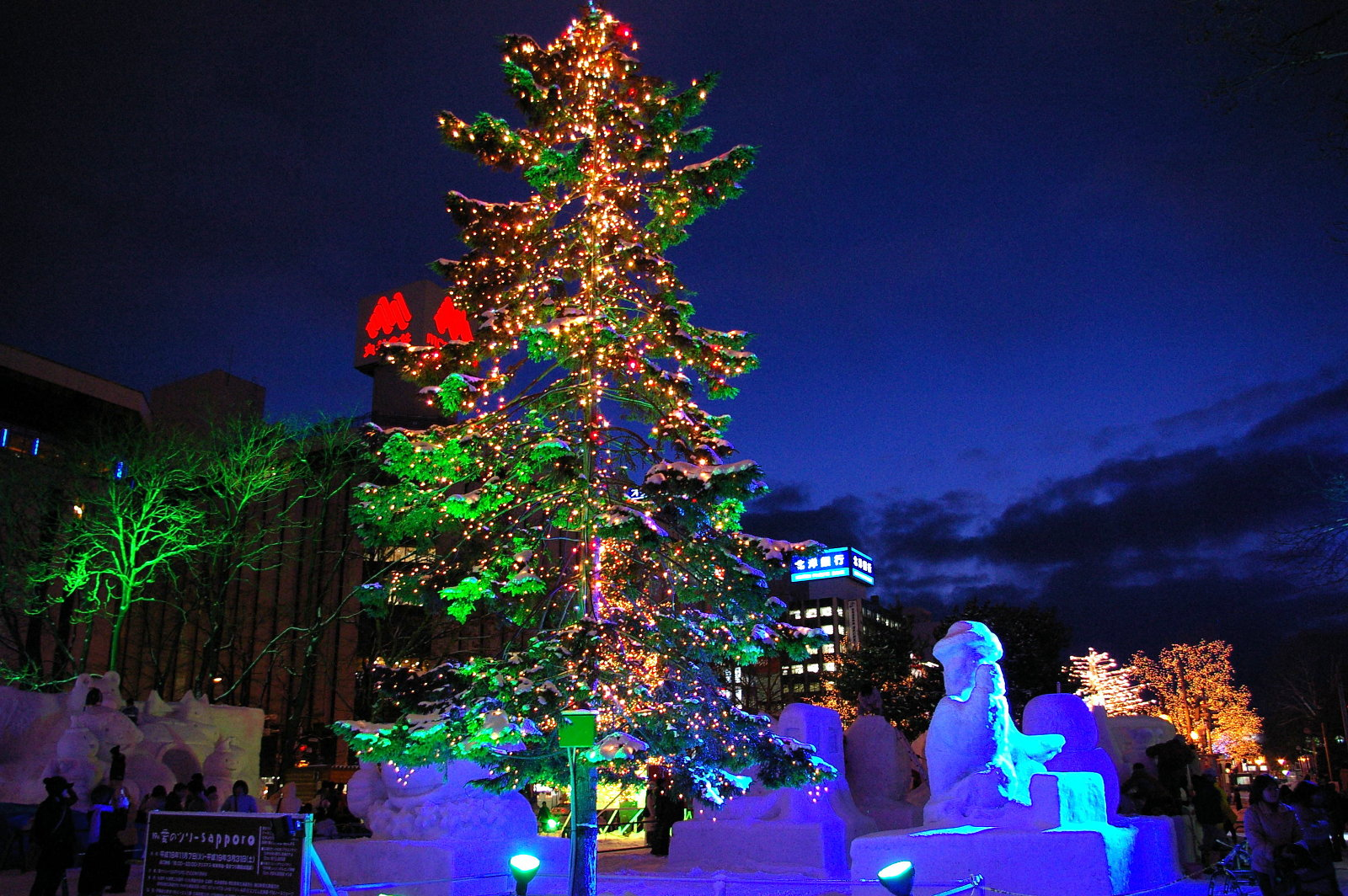
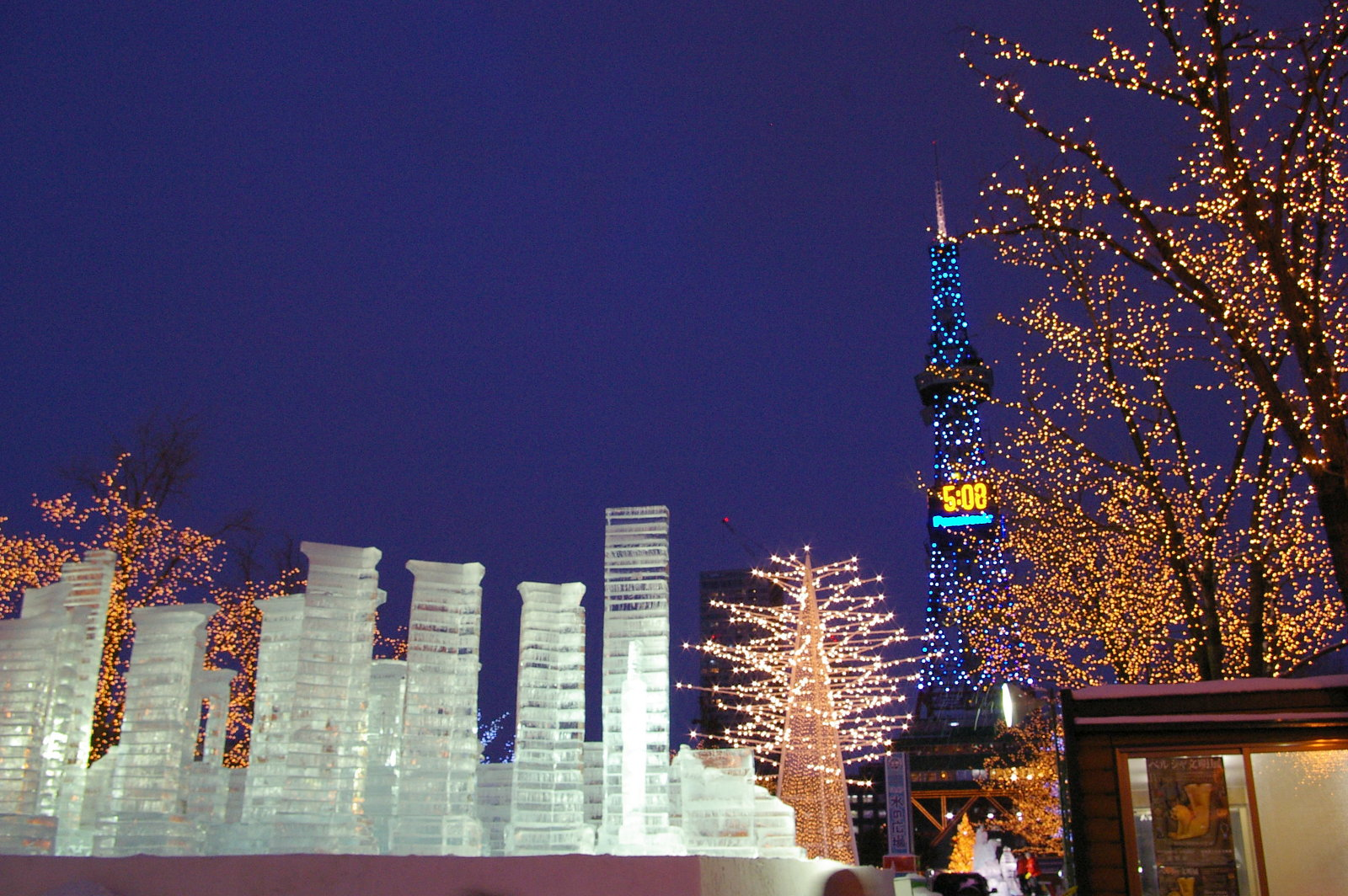